# Sergei Pareiko
Sergei Pareiko (Tallinn, 31 de janeiro de 1977) é um ex-futebolista estoniano que atuava como goleiro. Atualmente é diretor-esportivo do Levadia Tallinn.

## Carreira
Pareiko iniciou a carreira em 1992, com apenas 15 anos de idade, no Vigri Tallinn, pequena agremiação da capital estoniana. Em 1993, foi para outro clube de pouca expressão do país, o Tallinna Sadam, onde permaneceu durante 5 temporadas e venceu 2 Copas da Estônia e uma Supercopa.
Depois de 61 partidas, foi contratado pelo Casale, tornando-se o primeiro estoniano a atuar na Itália. Até 1999, foram 23 jogos disputados pelos Nerostellati, regressando ao seu país no mesmo ano para defender o Levadia Maardu (atual Levadia Tallinn), pelo qual conquistou 5 títulos.
Jogou ainda no futebol russo (Rotor Volgograd, Tom Tomsk e Volga Nizhny Novgorod) e polonês (Wisła Cracóvia, entre 2011 e 2013), voltando novamente ao Levadia em 2015, para encerrar a carreira aos 38 anos.

## Carreira na seleção da Estônia
Estreou pela Seleção Estoniana em agosto de 1996, contra a Bielorrússia, em partida válida pelas eliminatórias europeias da Copa de 1998 que terminou em 1 a 0 para os bielorrussos. Entrou no lugar do lesionado Mart Poom ainda no início do jogo. Até a aposentadoria de Poom em 2009, era o reserva imediato da posição, passando a titular no mesmo ano.
Seu último jogo foi em novembro de 2015, num amistoso entre Estônia e São Cristóvão e Névis. Ainda foi o goleiro titular em outro amistoso, desta vez contra o Brasil, em agosto de 2009, mas não conseguiu evitar a derrota por 1 a 0 para a Seleção Canarinho.

## Vida pessoal
Filho de um bielorrusso e de uma russa, o goleiro afirmou, em entrevista ao jornal polonês Gazeta Krakowska, que "era um cidadão estoniano e tinha um passaporte do país", mas disse que a sua verdadeira nacionalidade também era da Rússia.